# Огій Петро Омелянович
Петро Омелянович Огій (16 липня 1917, с. Боровківка — 16 квітня 1991, м. Жовті Води) — український радянський лікар, доктор медичних наук (1966), професор (1969), перший ректор Тернопільського медичного інституту (1957-1972).

## Життєпис
Народився у селі Боровківка, нині Кам'янський район, Дніпропетровська область, Україна (тоді Верхньодніпровський повіт Катеринославська губернія, РІ) в селянській родині. Під час колективізації сім'я втратила все нажите, а за те, що батько не пішов працювати в колгосп, у них забрали корову. Батько не зміг пережити знущань, тож п'ятьох дітей виховувала мати, яка працювала в школі прибиральницею. Родина важко пережила Голодомор 1932—1933 років.
Після закінчення семи класів працював на Дніпродзержинському металургійному комбінаті та навчався на робітничому факультеті.
У 1936 році вступив до Дніпропетровського медичного інституту. 1941 року інститут евакуйовано до Ставрополя, де молоді хірурги отримали дипломи та розподілені на фронт.
Навчався в аспірантурі Київського медичного інституту.
З кінця 1941 до 1945 — хірург у військових шпиталях на різних фронтах. Після демобілізації отримав скерування в м. Ківерці Волинської області на посаду завідувача районним відділом охорони здоров'я.
Після захисту кандидатської дисертації працював у Міністерстві охорони здоров'я УРСР.
Від 13 квітня 1957 до 1972 — ректор Тернопільського медичного інституту.
У 1972—1973 — директор Інституту гематології та переливання крові.
У 1973 році на 14 років був ув'язнений за корупцію. Повернувся на волю в 1987 році з підірваним фізичним та моральним здоров'ям. Після смерті дружини переїхав жити спочатку до сестри у місто Верхівцеве, пізніше — в Жовті Води.
Помер після повторного інсульту 16 квітня 1991 року в м. Жовті Води. Похований на місцевому цвинтарі разом із братом Іваном.

### Сім'я
У Ставрополі він познайомився з майбутньою дружиною Лідією Іванівною (у Тернополі працювала доцентом кафедри дитячих хвороб, померла у жовтні 1987 року). Виховали двох доньок — Ельвіру та Ларису.